# Elaeoluma glabrescens
Elaeoluma glabrescens là một loài thực vật có hoa trong họ Hồng xiêm. Loài này được (Mart. & Eichler ex Miq.) Aubrév. mô tả khoa học đầu tiên năm 1961.